# The Journeys and the Experiences of Death
The Journeys and the Experiences of Death peti je studijski album norveškog black/viking metal sastava Helheim. Album je 12. lipnja 2006. godine objavila diskografska kuća Dark Essence Records.

## O albumu
Ovo je Helheimovo prvo konceptualno glazbeno izdanje; album se uglavnom bavi vikinškim vjerovanjima o smrti. 
Album je bio objavljen i u deluxe inačici; navedena verzija, uz pjesme prisutne na običnom izdanju, sadrži i dodatni CD na kojem se nalazi EP pod imenom Helsviti. EP je izvorno bio snimljen u studiju Grieghallen u Bergenu 2001. godine ali nikad nije bio službeno objavljen.

## Popis pjesama
Tekstovi: V'gandr. 
| 1.    | »Veneration for the Dead«   | V'gandr           | 4:47 |
| 2.    | »Dead Man's Eyes«           | Thorbjørn         | 3:41 |
| 3.    | »The Bewitchment«           | Lindheim          | 5:55 |
| 4.    | »The 2nd Death«             | H'grimnir         | 5:56 |
| 5.    | »Entering the Beast«        | Thorbjørn         | 3:01 |
| 6.    | »Helheim 5« (instrumental)  | Hrymr             | 3:23 |
| 7.    | »Oaken Dragons«             | Lindheim, V'gandr | 9:10 |
| 8.    | »13 to the Perished«        | V'gandr           | 5:03 |
| 9.    | »The Thrall and the Master« | V'gandr           | 6:36 |
| 47:32 |                             |                   |      |

| Bonus CD - EP Helsviti | Bonus CD - EP Helsviti                 | Bonus CD - EP Helsviti | Bonus CD - EP Helsviti | Bonus CD - EP Helsviti | Bonus CD - EP Helsviti | Bonus CD - EP Helsviti | Bonus CD - EP Helsviti | Bonus CD - EP Helsviti | Bonus CD - EP Helsviti |
| Br.                    | Skladba                                | Trajanje               |                        |                        |                        |                        |                        |                        |                        |
| ---------------------- | -------------------------------------- | ---------------------- | ---------------------- | ---------------------- | ---------------------- | ---------------------- | ---------------------- | ---------------------- | ---------------------- |
| 1.                     | »Helsviti«                             | 3:54                   |                        |                        |                        |                        |                        |                        |                        |
| 2.                     | »Hnigin er Helgrind (Helgate is Open)« | 4:00                   |                        |                        |                        |                        |                        |                        |                        |
| 3.                     | »Helheim 3«                            | 1:58                   |                        |                        |                        |                        |                        |                        |                        |
| 4.                     | »Warrior's Hour«                       | 3:25                   |                        |                        |                        |                        |                        |                        |                        |
| 5.                     | »Forfallet«                            | 4:47                   |                        |                        |                        |                        |                        |                        |                        |
| 18:04                  |                                        |                        |                        |                        |                        |                        |                        |                        |                        |

## Zasluge
| Helheim - V'gandr – vokali, bas-gitara - Hrymr – bubnjevi, klavijature, programiranje - H'grimnir – vokali, ritam gitara, naslovnica - Thorbjørn – gitara | Dodatni glazbenici - Jiri BigBoss Valter – dodatni vokali (na pjesmama 7 i 9) - Mu – dodatni vokali (na pjesmi 7) Ostalo osoblje - Bjørnar Erevik Nilsen – produkcija, miksanje, inženjer zvuka - Roy Nilsen – fotografija |